# Михник, Адам
А́дам Ми́хник (пол. Adam Michnik; род. 17 октября 1946, Варшава) — польский общественный деятель, диссидент, журналист, один из наиболее активных представителей политической оппозиции 1968—1989 годов. Главный редактор «Газеты Выборчей».

## Биография
Родился в еврейской семье, сын коммуниста (деятеля Коммунистической партии Западной Украины), а впоследствии оппозиционера Осии Шехтера и историка Хелены Михник. Имел единоутробного брата Стефана. С ранних лет активный участник харцерского движения.
В 1961—1962 годах входил в известный дискуссионный «Клуб кривого колеса» (название происходит от улицы «Кривое колесо» (пол. Krzywe Koło) в варшавском Старом городе), через который прошли многие представители будущей политической оппозиции, в 1962 году основал собственный неформальный Клуб искателей противоречий. В 1964 году поступил на исторический факультет Варшавского университета, неоднократно подвергался преследованиям, в 1968 году, в период острого политического кризиса, был арестован и приговорен к трем годам тюремного заключения, освобожден по амнистии в 1969 году (студенческие демонстрации протеста против исключения Михника из Варшавского университета дали начало мартовским волнениям 1968 года, которые были подавлены властями, что переросло в кампанию государственного антисемитизма, повлекшую за собой массовую эмиграцию евреев из страны).
Начал публиковаться как журналист (под псевдонимами). Получил «волчий билет» и не мог продолжать учёбу, однако в 1975 году окончил экстерном исторический факультет в Университете Адама Мицкевича в Познани. Числился личным секретарем известного поэта Антония Слонимского.
В 1976—1977 годах жил в Париже. Вернувшись, примкнул к только что созданному оппозицией Комитету защиты рабочих, выступил одним из организаторов подпольного университета гуманитарных и социальных наук под названием «Общество научных курсов» («Передвижной университет» — давняя традиция польских оппозиционеров с начала 1880-х годов), был редактором ряда оппозиционных печатных изданий — «Информационный бюллетень», «Критика», одним из руководителей подпольного издательства.
В 1980—1989 годах — советник мазовецкого отделения движения Солидарность. Интернирован после введения военного положения в декабре 1981 г. и находился в заключении до 1984 года, в 1985 году арестован вновь, осуждён на три года тюрьмы, в следующем году освобожден по амнистии.

Я, ещё в тюрьме, обещал себе две вещи: во-первых, никогда не вступать ни в какую ветеранскую организацию, где будут давать ордена за борьбу с коммунизмом, а во-вторых, — никогда никому не мстить.
— Вацлав Гавел, Адам Михник. Престранная эпоха посткоммунизма
Подпольная «Солидарность» выпустила в 1984 серию почтовых марок с изображениями политзаключённых, в том числе Северина Яворского.
С 1988 года — член неформального координационного комитета, который возглавил Лех Валенса, член Комитета граждан, в 1989 году — участник серии собеседований правительства и оппозиции («Круглого стола») о проведении свободных выборов, в 1989—1991 годах — депутат новоизбранного Сейма. В 1989 году создал ежедневную «Газету Выборчу», стал главным редактором этого популярного и авторитетного издания, в котором выступил оппонентом Валенсы, поддержал программу шоковой терапии Лешека Бальцеровича.
В сентябре 1989 Михник выступил на учредительном собрании украинской партии «Рух» с речью в поддержку Украины.
В 2002 году Михник опубликовал разоблачительные материалы о коррупции в высших органах власти Польши, чем спровоцировал крупный политический скандал («дело Рывина»).
В 2000-х годах печатается за рубежом («Шпигель», «Монд», «Вашингтон Пост»), читает лекции в Принстонском университете. Активно поддержал Оранжевую революцию на Украине. С 2004 года по болезни отошёл от непосредственного руководства «Газетой Выборчей», 8 мая 2007 года, по сообщениям прессы, намеревался сложить с себя полномочия главного редактора.
В 2019 году подписал «Открытое письмо против политических репрессий в России».
В 2024 году стал экспертом в «Европейском центре анализа и стратегий» (CASE).

## Признание и награды

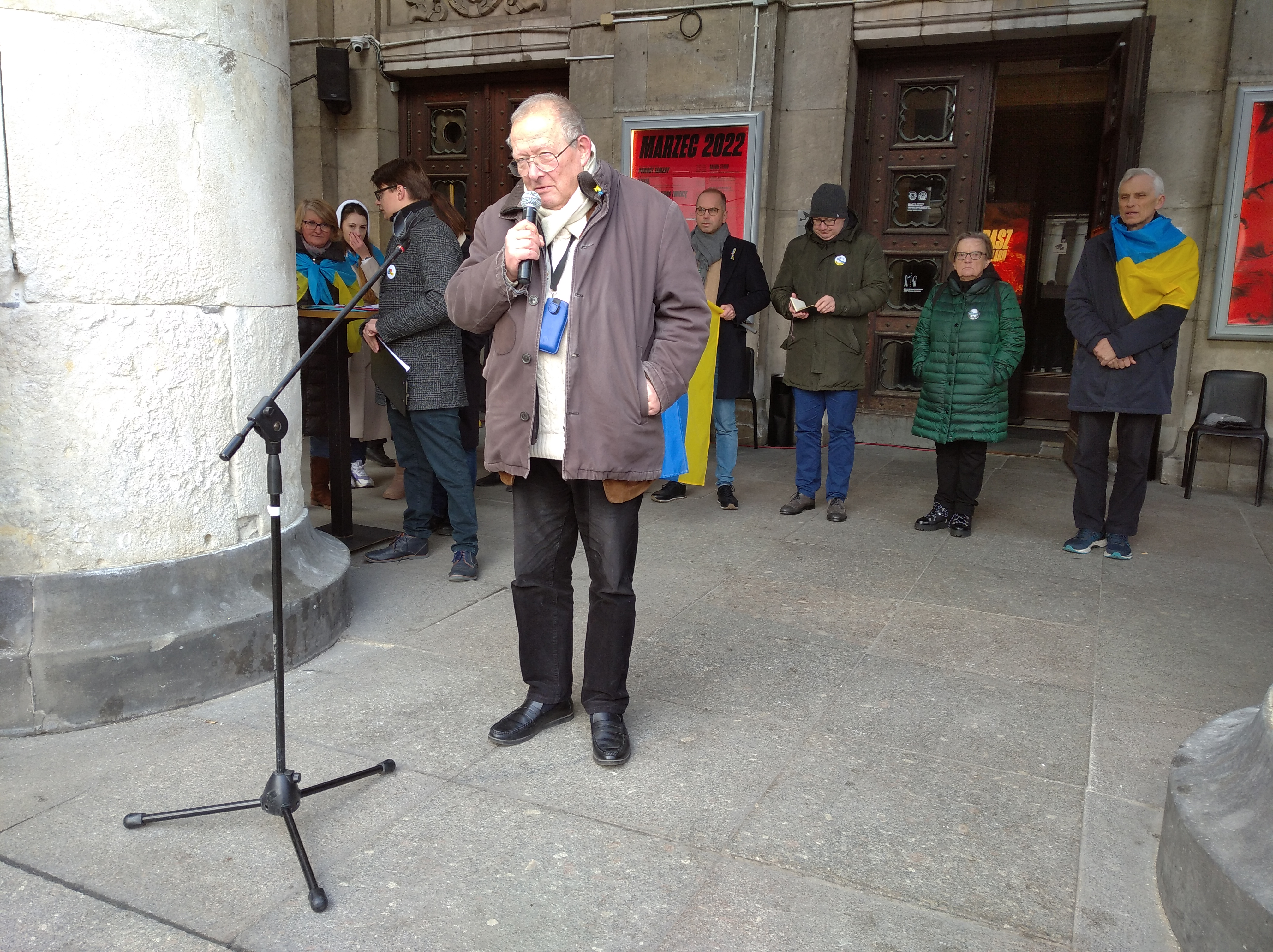
Адам Михник (2022).

- Орден Белого орла (20 сентября 2010 года)[8].
- Золотая медаль «За заслуги в культуре Gloria Artis» (2005)[9].
- Орден князя Ярослава Мудрого ІІІ степени (17 октября 2006 года, Украина) — за выдающийся личный вклад в развитие двусторонних украинско-польских отношений, гражданское мужество в отстаивании идеалов свободы и демократии[10].
- Командор ордена Великого князя Литовского Гядиминаса (3 сентября 2001 года, Литва) — по случаю 10-летия восстановления дипломатических отношений между Литовской Республикой и Республикой Польша, за вклад в развитие сотрудничества между двумя государствами[11].
- Орден Креста земли Марии III степени (14 марта 2014 года, Эстония)[12].
- Медаль памяти 13 января (9 января 1992 года, Литва)[13].
- Памятный знак за личный вклад в развитие трансатлантических отношений Литвы и по случаю приглашения Литовской Республики в НАТО (12 февраля 2003 года, Литва)[14].
- Командор ордена «За заслуги перед Федеративной Республикой Германия» (2001, Германия).
- Офицер ордена Почётного легиона (2003, Франция).
- Офицер ордена Заслуг (1998, Венгрия).
- Орден Томаша Гаррига Масарика III степени (2003, Чехия)[15].
- Орден Двойного белого креста 2 класса (2024, Словакия) — за выдающиеся заслуги во всестороннем развитии отношений между Республикой Польша и Словацкой Республикой[16].
- Командор ордена Бернардо О’Хиггинса (1998, Чили).
- Член Союза польских писателей.
- Член Совета по международным отношениям (США).
- Почётный доктор Миннесотского и Мичиганского университетов, Новой школы социальных исследований в Нью-Йорке.
- Почётный профессор Киево-Могилянской академии.
- Лауреат премии «За свободу» французского ПЕН-клуба (1988).
- Лауреат премии Союза европейских журналистов (1995).
- Лауреат международной премии Эразмус (2001, Нидерланды).
- По списку британской газеты Financial Times (май 2006), один из 20-ти наиболее влиятельных журналистов мира.
- 12 ноября 2012 года Адаму Михнику (и Томасу Венцлове) присвоено звание почётного доктора Клайпедского университета.[17][18].
- Премия Московской Хельсинкской группы (2022, Россия).
- Премия принцессы Астурийской (2022, Испания).
- Медаль Гёте (2011, Германия).

## Интересные факты
Единоутробный брат Адама Михника Стефан Михник в молодости был убеждённым коммунистом-сталинистом, тайным информатором госбезопасности и армейской разведки. В начале 1950-х годов Стефан Михник работал военным судьёй в Варшаве. Он активно участвовал в политических репрессиях, выносил смертные приговоры антикоммунистическим повстанцам. Родство со Стефаном создаёт Адаму серьёзные политические сложности.

## Основные публикации
- Kościół, lewica, dialog (1977)
- Szanse polskiej demokracji (1984)
- Z dziejów honoru w Polsce (1985)

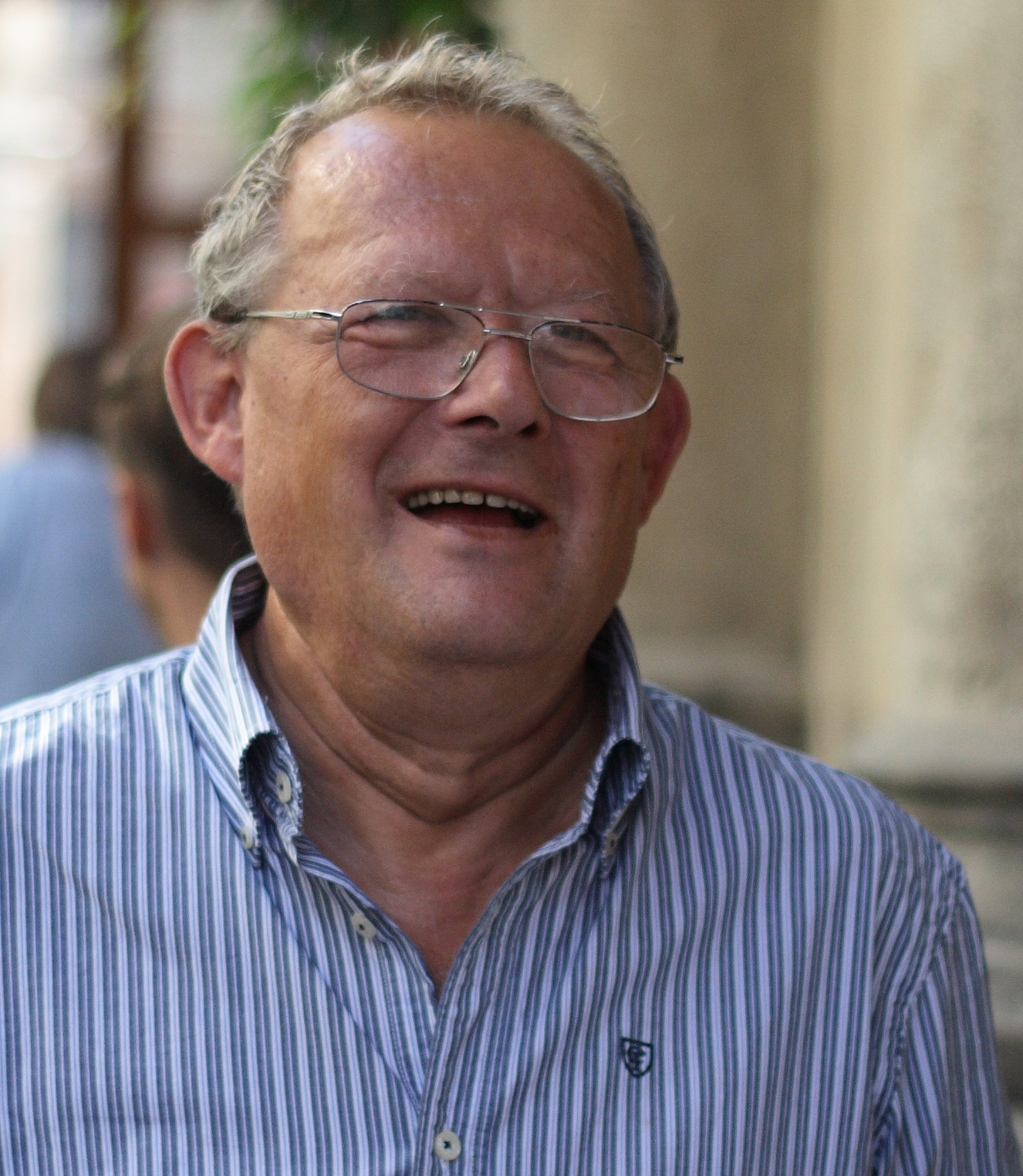
Адам Михник, 2009 год

- Takie czasy… Rzecz o kompromisie (1985)
- Polskie pytania (1987)
- Między Panem a Plebanem (1995)
- Diabeł naszego czasu (1995)
- Wyznania nawróconego dysydenta (2003)
- Wściekłość i wstyd (2005)

## Издания на русском языке
- Польский диалог: церковь — левые — London: OPI, 1980. — 252 с.
- Антисоветский русофил. / Пер. Николай Ярцев, Андрей Ермонский. — Москва; Вроцлав: Издательство "Летний сад"; Коллегиум Восточной Европы, 2011.
- Михник, Навальный. Диалоги. — Новое издательство, 2015. — 110 с. — ISBN 978-5-98379-198-5.